# تعريفة خارجية مشتركة
يجب إدخال تعريفة خارجية مشتركة (CET) عندما تشكل مجموعة من البلدان اتحادًا جمركيًا. تنطبق نفس الرسوم الجمركية أو حصص الاستيراد أو التفضيلات أو غيرها من الحواجز التجارية غير الجمركية على جميع السلع التي تدخل المنطقة، بغض النظر عن البلد داخل المنطقة التي تدخلها. وهي مصممة لإنهاء إعادة التصدير؛ ولكنه قد يمنع أيضًا الواردات من دول خارج الاتحاد الجمركي وبالتالي يقلل من اختيار المستهلك ويدعم الحمائية للصناعات القائمة داخل الاتحاد الجمركي. التعريفات الخارجية المشتركة هي شكل معتدل من الاتحاد الاقتصادي ولكنها قد تؤدي إلى أنواع أخرى من التكامل الاقتصادي. بالإضافة إلى وجود نفس الرسوم الجمركية، قد يكون لدى البلدان سياسات تجارية مشتركة أخرى، مثل وجود نفس الحصص أو التفضيلات أو لوائح تجارية أخرى غير جمركية تنطبق على جميع السلع التي تدخل المنطقة، بغض النظر عن البلد داخل المنطقة التي تدخلها.
الهدف الرئيسي للتعريفات الجمركية هو الحد من التأثير الخارجي، وتحرير التجارة البينية، وتعزيز التنمية الاقتصادية والتنويع في التصنيع في المجتمع.
ومن الأمثلة الهامة على التعريفة الخارجية المشتركة تلك الخاصة ببلدان ميركوسور (البرازيل والأرجنتين وفنزويلا وباراغواي والأوروغواي)، والتعريفة الجمركية المشتركة للاتحاد الجمركي لاتحاد الاقتصادي الأوروآسيوي وكذلك الاتحاد الجمركي للاتحاد الأوروبي.

## بنية التعريفة الخارجية المشتركة
يتعلق هذا بتضمين آثار شروط التبادل التجاري في التعريفة الخارجية المشتركة التي لها الهيكل التالي على النحو الذي اعتمده مجلس وزراء الجماعة الاقتصادية لدول غرب أفريقيا في دورته العادية السبعين في يونيو 2013 على النحو التالي:
| الفئة | نوع البضاعة                                   | التعريفة الواجبة |
| 0     | السلع الاجتماعية الأساسية                     | 0%               |
| 1     | السلع الأساسية والسلع الخام والسلع الرأسمالية | 5%               |
| 2     | السلع نصف المصنعة                             | 10%              |
| 3     | السلع تامة الصنع                              | 20%              |
| 4     | سلع محددة للتنمية الاقتصادية                  | 35%              |

يجب تصنيف البضائع المصرح عنها للجمارك في المجتمع بشكل عام وفقًا لـلتعريفة الخارجية المشتركة. يجب التصريح عن البضائع المستوردة والمصدرة مع بيان النوع الذي تندرج فيه. يحدد هذا معدل الرسوم الجمركية المطبقة وكيف يتم التعامل مع البضائع للأغراض الإحصائية.

## فوائد التعريفة الخارجية المشتركة[3]
- زيادة التجارة البينية الإقليمية: ضمان توافر المزيد من السلع ليتم تداولها إقليمياً.
- منع تحويل التجارة
- ستوفر التعريفة المتانة في التجارة: سيتمكن التجار من وضع خطط مع الثقة في أن التعريفة ثابتة. لم يعد من الممكن تغيير السياسات التي تؤثر على تعريفات الاستيراد بشكل تعسفي. سيضمن هذا جذب المزيد من الاستثمارات الأجنبية المباشرة.
- أدى توسع السوق المحلي إلى زيادة حجم المبيعات: سيؤدي ذلك إلى أن تصبح المنطقة سوقًا موحدة للسلع المستوردة.
- زيادة وفورات الحجم مما أدى إلى توسيع الصناعات الداخلية.
- زيادة الإنتاج والإنتاجية: مع وجود سوق كبير يجب إرضائه، ستزداد فرص الإنتاج.
- التخلص من التهريب: غالبًا ما يتم تشجيع التهريب من خلال الاختلاف في التعريفات ، ولكن عندما تطبق منطقة ما تعريفة مشتركة، سيؤدي ذلك إلى إزالة ضرورة شراء المنتجات المهربة في المناطق التي كانت تفرض سابقًا تعريفات جمركية عالية على نفس البضائع.

## تكاليف التكامل الإقليمي[2]
- يضمن وجود سوق واحدة بيئة تنافسية لكل من المستهلكين والأسواق مما يجعل الاحتكارات قائمة. من بين عواقب هذه الأسواق الفريدة أن الحصة السوقية للشركات غير الفعالة ستنخفض وقد تضطر إلى الإغلاق.
- قد تتعرض بعض قطاعات الاقتصاد الوطني لتأثير سلبي بسبب زيادة القدرة التنافسية الدولية، والسبب الرئيسي هو الانتقال إلى الأسواق الموحدة، خاصة الشركات التي كانت تستفيد من حماية السوق الوطنية قد تواجه صعوبة في التعامل مع المزيد أقران كفؤون. في النهاية، إذا أخطأت المؤسسة في تنظيم أساليبها ، فسوف تفشل.